# Chloroclystis filata
Chloroclystis filata (tên tiếng Anh: Filata Moth) là một loài bướm đêm thuộc họ Geometridae. Nó được tìm thấy ở New Zealand, phía nam miền đông quarter của Úc và trên đảo Norfolk.

## Hình ảnh

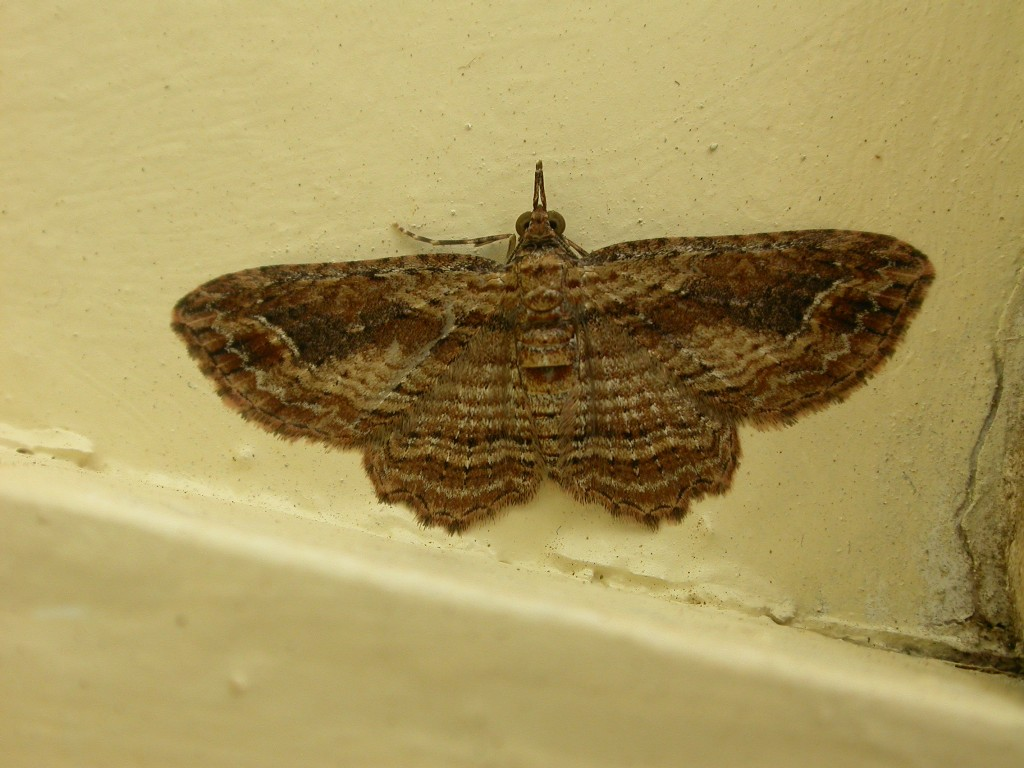
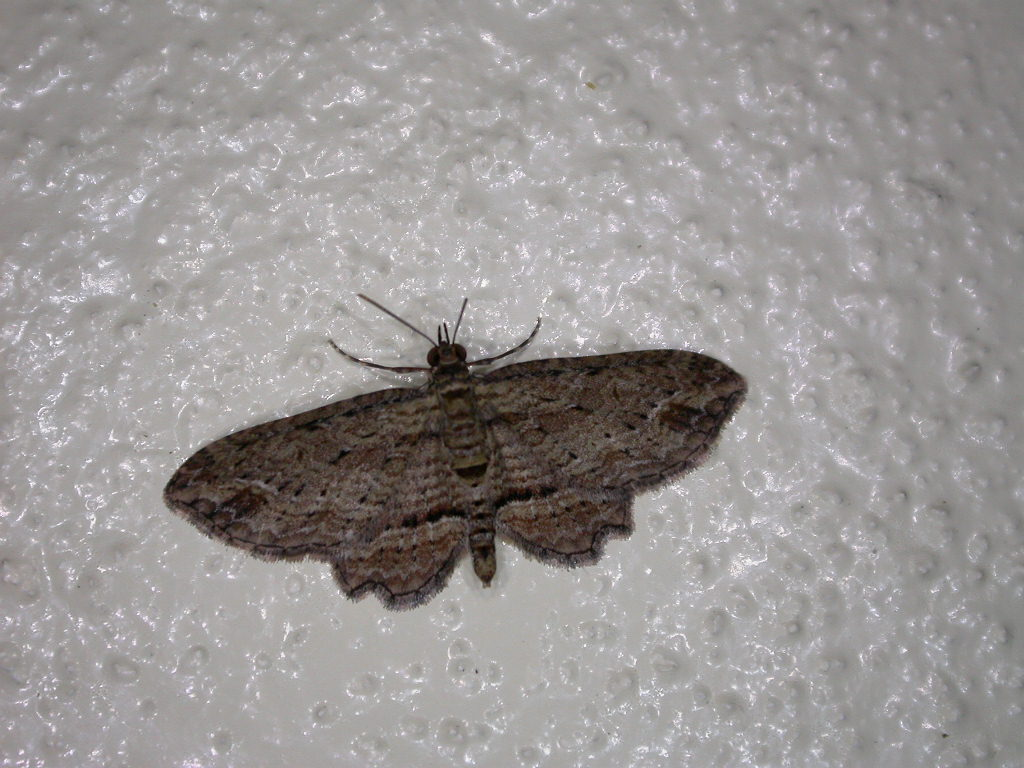
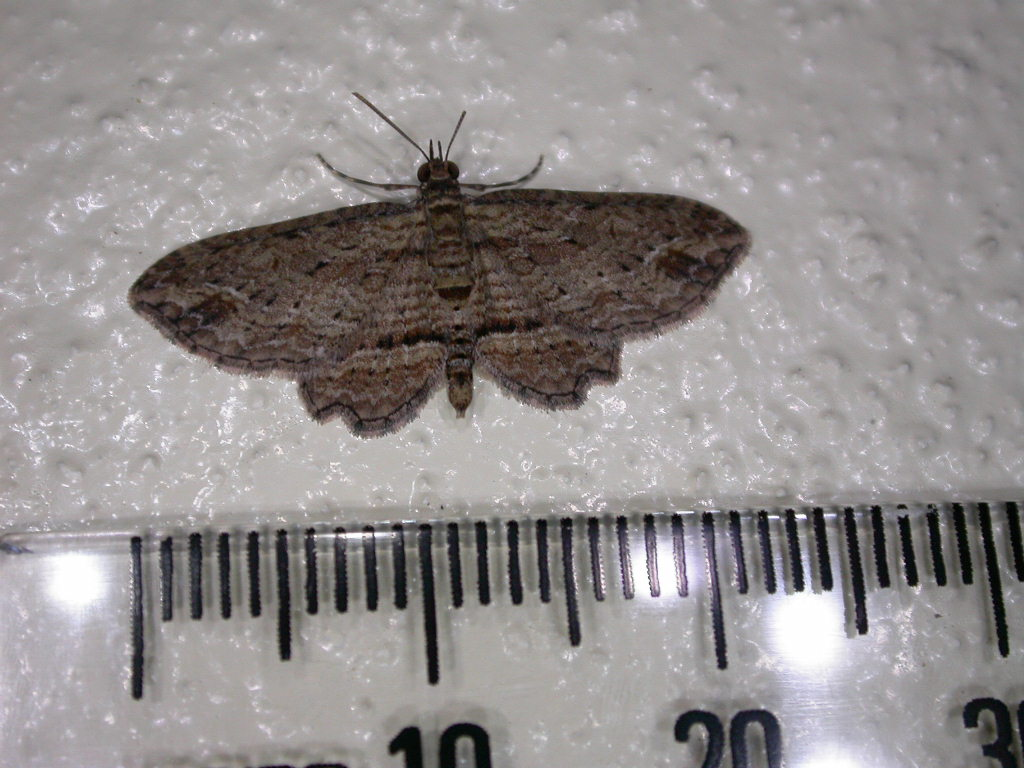
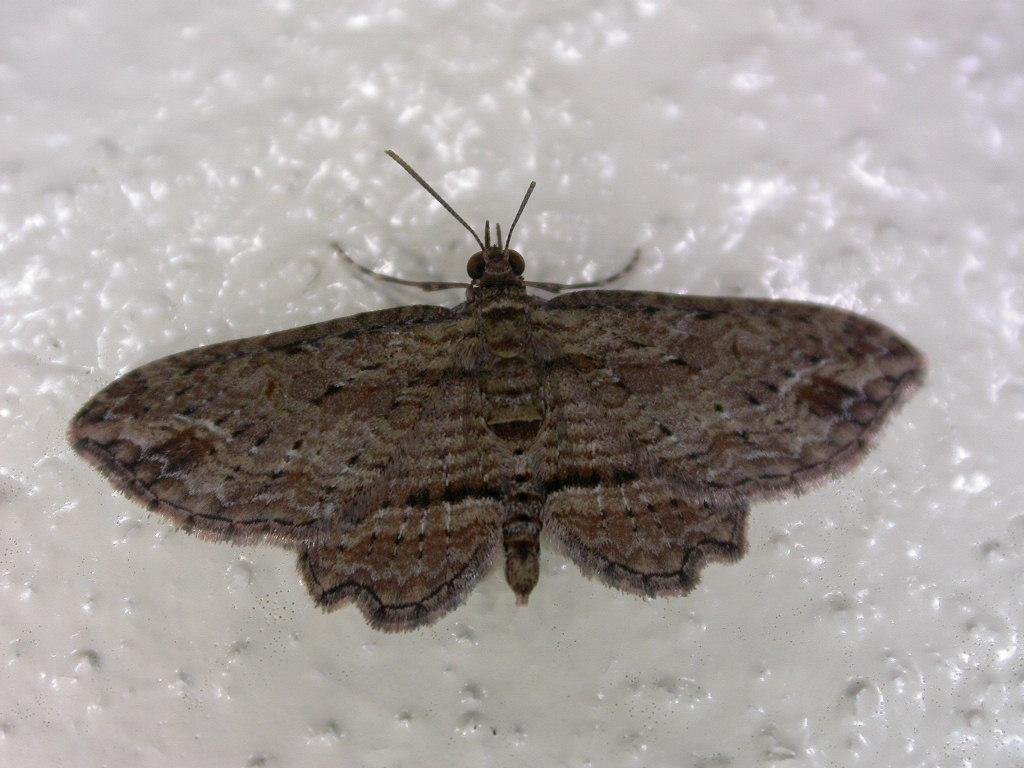